# Team van Toen
Team van Toen was een Nederlands televisieprogramma. Het programma werd gepresenteerd door Humberto Tan en werd elke donderdag om half elf uitgezonden op RTL 4.
In Team van Toen blikt Humberto Tan samen met een bekende topsporter terug op haar of zijn carrière. Hij nodigt de mensen uit die belangrijk waren in de carrière van de sporter.

## Afleveringen seizoen 1
| Afl. | Datum        | Details                                                                         |
| ---- | ------------ | ------------------------------------------------------------------------------- |
| 1    | 7 mei 2009   | In de eerste aflevering was Pieter van den Hoogenband te gast in het programma. |
| 2    | 14 mei 2009  | In de tweede aflevering was Leontien van Moorsel te gast in het programma.      |
| 3    | 21 mei 2009  | In de derde aflevering was Dennis van der Geest te gast in het programma.       |
| 4    | 28 mei 2009  | In de vierde aflevering is Rintje Ritsma te gast in het programma.              |
| 5    | 5 juni 2009  | In de vijfde aflevering was Arnold Vanderlyde te gast in het programma.         |
| 6    | 11 juni 2009 | In de zesde aflevering was Minke Booij te gast in het programma.                |
| 7    | 19 juni 2009 | In de zevende aflevering was Jaap Stam te gast in het programma.                |